# Кеворкова, Надежда Витальевна
Наде́жда Вита́льевна Кево́ркова (род. 25 октября 1958, Москва) — российская журналистка и писательница.

## Биография
Надежда Кеворкова родилась 21 октября 1958 года в городе Москве, где успешно окончила исторический факультет Московского государственного университета. По собственным воспоминаниям, пришла в журналистику в 1988 году после знакомства с Александром Огородниковым, начав издавать вместе с ним альманах «Бюллетень христианской общественности», а затем газету «Вестник христианской демократии». С 1992 года работала в православной гимназии «Радонеж».
В 1997—2002 годах — постоянный обозреватель «НГ Религии». В 1998 году была специальным корреспондентом «Независимой газеты» в США. Работала репортёром в Ливане, Афганистане, Пакистане, Иране, Ираке, Турции, Судане, Сирии, Газе и на Северном Кавказе.
Обозреватель Russia Today, автор статей в «Независимой газете», «Новой газете», «Газете», «Огоньке», «Русском Newsweek» и других СМИ. Автор большого количества статей о православии и религии в современном мире. Также Кеворкова написала ряд статей для «Большой российской энциклопедии».
Автор и ведущая документального сериала «Джихад русской литературы».
В 2010 году она была номинирована на премию International Women of Courage.
В мае 2024 года была арестована по обвинению в оправдании терроризма (ч. 2 ст. 205.2 УК РФ). Состав преступления усмотрели в публикации в её личном телеграм-канале от 2018 года, в которой она процитировала текст её коллеги и друга Орхана Джемаля (был убит в ЦАР), а также в другом посте, от 2021 года, связанном с «Талибаном».
12 марта 2025 года Второй Западный окружной военный суд Москвы приговорил Надежду Кеворкову к штрафу в размере 600 тысяч рублей по делу об «оправдании терроризма». Первоначально в приговоре упоминалась сумма штрафа в 700 тысяч рублей, но она была уменьшена до 600 тысяч, учитывая время, проведённое журналисткой в СИЗО. Обвинение просило назначить ей 6 лет колонии со штрафом в размере 500 тысяч рублей и запретом писать в интернете на пять лет. Свою вину она не признала. Она была освобождена из-под стражи в зале суда.

## Семья и личная жизнь
Сын — журналист Василий Полонский. Его отец — Андрей Валентинович Полонский. Есть внучка. До февраля 2022 года работал на телеканале «Дождь», а после его закрытия на youtube-канале «Живой гвоздь».
Бывший муж — журналист и политик Максим Шевченко (род. 1966).

## Избранная библиография
- Палестина. Сопротивление. — М.: Сам Полиграфист, 2013. — 220 с. — ISBN 978-5-00077-037-5.
- Если я забуду тебя, Иерусалим. — М.: Перо, 2017. — 199 с. — ISBN 978-5-906961-85-3. — 3000 экз.